# Sejny (jezioro)
Sejny – jezioro położone na terenie gminy Sejny, powiat sejneński, województwo podlaskie. W jego sąsiedztwie (na południowy wschód od jeziora) znajduje się miasto Sejny i wieś Kolonia Sejny. Jest to jezioro przepływowe w ciągu granicznej rzeki Marychy.
Powierzchnia 64,3 ha, głębokość maksymalna 3,8 m, głębokość średnia 1,8 m. Powierzchnia zlewni całkowitej wynosi około 218 km², z czego około 6,1 km² znajduje się na terenie Republiki Litewskiej.
Jezioro składa się z trzech wyraźnie oddzielonych plos. Prawie 30% lustra wody stanowią rośliny wynurzone (helofity), a około połowę – roślinność o liściach pływających i zanurzonych.
Cały obszar zlewni to tereny użytkowane rolniczo, z niewielkimi obszarami łąk, pastwisk, nieużytków, zadrzewień śródpolnych i zarośli przybrzeżnych. Jest to zbiornik o typie rybackim linowo-szczupakowym.
Od północnego zachodu przez jezioro Sejny przepływa rzeka Czarna (Marycha), która jest jego największym dopływem. Do mniejszych dopływów należą: dopływ spod Radziuszek, Gryszkańc oraz dopływ bez nazwy, który płynie wzdłuż drogi Suwałki–Sejny.